# Văcar
Văcarii sunt persoane care se ocupă de creșterea și îngrijirea bovinelor.
Activitățile întreprinse de aceștia sunt: adăparea, păscutul, supravegherea, mulgerea și alte activități de îngrijire a animalelor.